# Botswanische Grenze

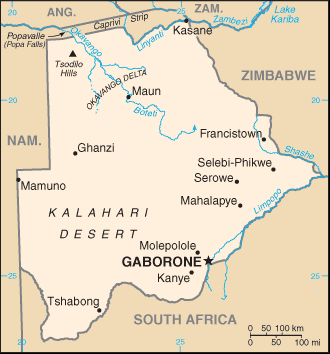
Botswana

Die Grenzen Botswanas zu den Nachbarländern sind 4347,15 Kilometer lang.

## Geographie
Botswana hat vier Nachbarstaaten:
- Namibia mit einer Grenzlänge von etwa 1544 km,
- Sambia mit etwa 0,15 km,
- Simbabwe mit einer Grenzlänge von etwa 834 km,
- Südafrika mit einer Grenzlänge von etwa 1969 km.

## Vierländereck

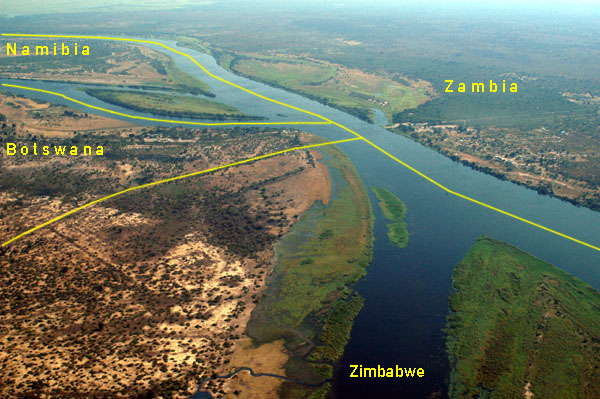

An der Stelle des Zusammenflusses der Ströme Cuando und Sambesi treffen die Staatsgrenzen von Botswana-Namibia-Sambia und Sambia-Simbabwe-Botswana in etwa 100 Meter Entfernung aneinander. Scheinbar entsteht somit ein Vierländereck Namibia-Sambia-Simbabwe-Botswana. Allerdings ist die Grenzziehung umstritten – in einer Variante ist es ein echtes Vierländereck.